# Si tous les hommes étaient frères, me permettrais-tu d'épouser ta sœur ?
Si tous les hommes étaient frères, me permettrais-tu d'épouser ta sœur ? (titre original : If All Men Were Brothers, Would You Let One Marry Your Sister ?) est une nouvelle de science-fiction de Theodore Sturgeon parue en 1967.
La nouvelle évoque l'interdiction de l'inceste. L'auteur imagine une planète sur laquelle l'inceste intrafamilial est non seulement autorisé, mais au surplus valorisé.
La nouvelle a été proposée au Prix Nebula du meilleur roman court 1968 (classée 3e).

## Parutions

### Parutions aux États-Unis
La nouvelle est parue initialement en 1967 aux États-Unis dans le recueil Dangerous Visions.

### Parutions en France
La nouvelle a été publiée en France en 1975 dans Dangereuses Visions, tome 2, éditions J'ai lu : p. 119 à 122 (introduction d'Harlan Ellison), p. 122 à 174 (nouvelle) et p. 174 à 178 (postface de l'auteur).
Ultérieurement, elle a été publiée dans l'anthologie « Theodore Sturgeon - Romans et nouvelles », éditions Omnibus, septembre 2005.

### Publications dans d'autres pays occidentaux
La nouvelle est parue :
- en Allemagne :
  - sous le titre Die Ausgestoßenen (1970)[3] ;
  - sous le titre Nach dem Exodus (1976)[4] ;
  - sous le titre Wenn alle Menschen Brüder wären, würdest du einen davon deine Schwester heiraten lassen ? (1976)[5] ;
- au Portugal sous le titre Se todos os homens fossem irmãos deixarias que um se casasse com a tua irmã ? (1984)[6] ;
- en Serbie sous le titre Kada bi svu muškarci bili braća, da li bi nekome od njih dao sestru za ženu ? (1986)[7] ;
- en Roumanie sous le titre Dacă toți bărbații ar fi frați, l-ai lăsa pe unul să se-nsoare cu sora ta ? (2013)[8].

## Résumé
Longtemps après que la Terre eut disparu après que le Soleil fut devenu supernova, et alors que l'espèce humaine a essaimé dans la galaxie grâce au bond quantique permettant d'atteindre n'importe quel endroit voulu, Charli Bux va rendre visite à un haut fonctionnaire, le Maître des Archives, pour lui parler de la planète Vexvelt.
L'entretien commence. Charli Bux explique à la suite de quelles circonstances il a été amené à entendre parler de cette planète. Pris de curiosité par le fait que cette planète n'était recensée sur aucune carte galactique et que l'on ignorait ses coordonnées exactes et les moyens de s'y rendre, Charli a dépensé toutes ses économies pour avoir la certitude que cette planète existait bien, et pour déterminer un moyen de s'y rendre. Après des aventures picaresques, il était enfin arrivé sur cette planète, ayant pris place à bord du vaisseau spatial de Vorhidin, un Vexveltien d'environ 50 ans, et sa compagne Tamba, plus jeune que lui. Durant le voyage en temps « réel », il avait pu constater que le couple passait son temps à faire l’amour et que Vorhidin et Tamba vivaient nus dans le vaisseau.
Charli, Vorhidin et Tamba arrivent enfin sur la planète Vexvelt. Au bout de quelques jours, Charli constate que les couples sont étrangement assortis. Il n'est pas choqué par l'homosexualité homme/homme et femme/femme, assez répandue. Il est choqué par le fait que l’inceste entre père et fille, père et fils, mère et fils, mère et fille, frère et sœur, frère et frère, sœur et sœur, cousin et cousine, etc., y soit non seulement admise mais au surplus recommandée.
Il évoque ce sujet avec Vorhidin. Celui-ci lui explique que la relation incestueuse est naturelle et que les animaux s'y adonnent fréquemment. Les relations incestueuse n'ont pas pour objet de faire des enfants (avec l'éventualité de tares génétiques) et surtout il n'y a aucune contrainte. Ainsi, seules les personnes étant majeures et ne souhaitant pas procréer peuvent s'engager dans une liaison incestueuse de court, moyen ou long terme. Au fond, qu'est-ce qui l'interdit ? Au nom de quoi l'amour entre un père et sa fille majeure, une mère et son fils majeur, un frère et une sœurs majeurs n'aurait pas le droit d'être proclamé ? Pourquoi empêcher de s'aimer et d'avoir des relations sexuelles entre personnes de la même famille si tout le monde y trouve son compte ? La répression ancestrale et religieuse de l'inceste est incompréhensible. Ainsi, lui-même, Vorhidin a pour compagne sa fille Tamba, et tous deux sont très heureux de leur couple.

## Distinction
La nouvelle a été proposée au Prix Nebula du meilleur roman court 1968 et y a été classé 3e.